# Тунеманн, Клаус
Кла́ус Ту́неманн (нем. Klaus Thunemann; родился 19 апреля 1937, Магдебург) — немецкий фаготист и педагог.

## Биография
С детства учился игре на фортепиано, фаготом заинтересовался лишь в возрасте 18 лет. Обучался в Магдебурге и Берлине, где в 1961 окончил Западноберлинскую Высшую школу музыки. С 1962 по 1978 занимал место первого фагота в Симфоническом оркестре Северогерманского радио (Гамбург), и вскоре завоевал репутацию одного из лучших исполнителей на этом инструменте и первоклассного педагога. С 1978 он преподаёт в Ганновере, позднее также в Берлине, а также ведёт активную концертную деятельность, выступая как солист, так и в ансамблях, делает записи, даёт мастер-классы. Он сотрудничает с ведущими оркестрами мира и исполнителями-солистами, среди которых — гобоисты Хайнц Холлигер и Грегор Витт, кларнетист Карл Лайстер и другие музыканты.
Тунеманн — автор фундаментального исследования о физиологических аспектах исполнения на фаготе, изданном в сборнике Medizinische Probleme bei Instrumentalisten: Ursachen und Prävention в 1995 году.